# Conquista romana della penisola iberica
La conquista romana della penisola iberica iniziò nel 218 a.C. e terminò con la conquista romana dell'intera penisola iberica, chiamata Hispania dai Romani, ad opera dell'imperatore Ottaviano Augusto nel 16 a.C.
Molto prima della prima guerra punica, tra l'VIII e il VII secolo a.C. i Fenici (e successivamente i Cartaginesi) erano già apparsi nella parte meridionale della Penisola iberica, così come a est e a sud dell'Ebro. I loro numerosi avamposti commerciali lungo le coste fornivano uno sbocco per il commercio mediterraneo di minerali e altre risorse dell'Iberia preromana. Tuttavia tali insediamenti, seppur generalmente costituiti da poco più di un deposito e un molo, oltre a favorire le esportazioni, introdussero nella Penisola prodotti e manufatti provenienti dalle opposte sponde mediterranee, causando indirettamente il diffondersi nelle culture locali di caratteristiche tipicamente orientali.
Durante il VII secolo a.C., i Greci avevano stabilito le loro prime colonie sulle rive mediterranee del nord della penisola. Muovendo da Massalia (Marsiglia), fondarono le città di Emporion (Ampurias) e Roses, benché fossero all'epoca già largamente presenti in tutti i centri principali della regione costiera anche senza appoggiarsi a centri stanziali permanenti. Parte dei traffici greci era trasportato da vettori commerciali fenici, sia in entrata che in uscita dalla penisola. Per la sua natura di potenza commerciale del Mediterraneo occidentale, Cartagine era naturalmente interessata ad espandersi in direzione della Sicilia e della parte meridionale della Penisola italica. Il crescere della sua influenza creò ben presto frizioni con Roma, e il confliggere degli opposti interessi commerciali sfociò nelle Guerre puniche, delle quali la prima si concluse con un instabile armistizio e una situazione di sostanziale stallo. Il permanere di una reciproca ostilità condusse alla seconda guerra punica, che dopo sedici anni di scontri si concluse con la definitiva conquista romana del sud e dell'est della penisola iberica. Successivamente, la decisiva sconfitta di Zama avrebbe estromesso Cartagine dal proscenio della storia antica.
Malgrado la sconfitta totale dei loro rivali mediterranei, i Romani avrebbero comunque impiegato altri due secoli a controllare l'intera Penisola, anche a causa di una aggressiva politica espansionistica, che procurò loro l'ostilità della quasi totalità delle tribù iberiche dell'interno. Gli abusi e le violenze commesse dalle armate romane sulle popolazioni crearono un forte sentimento antiromano, e solo dopo anni di sanguinose battaglie i popoli indigeni dell'Hispania vennero schiacciati dal potere militare e culturale latino, che li cancellò dalla storia del mondo 

## Contesto storico: Iberia cartaginese

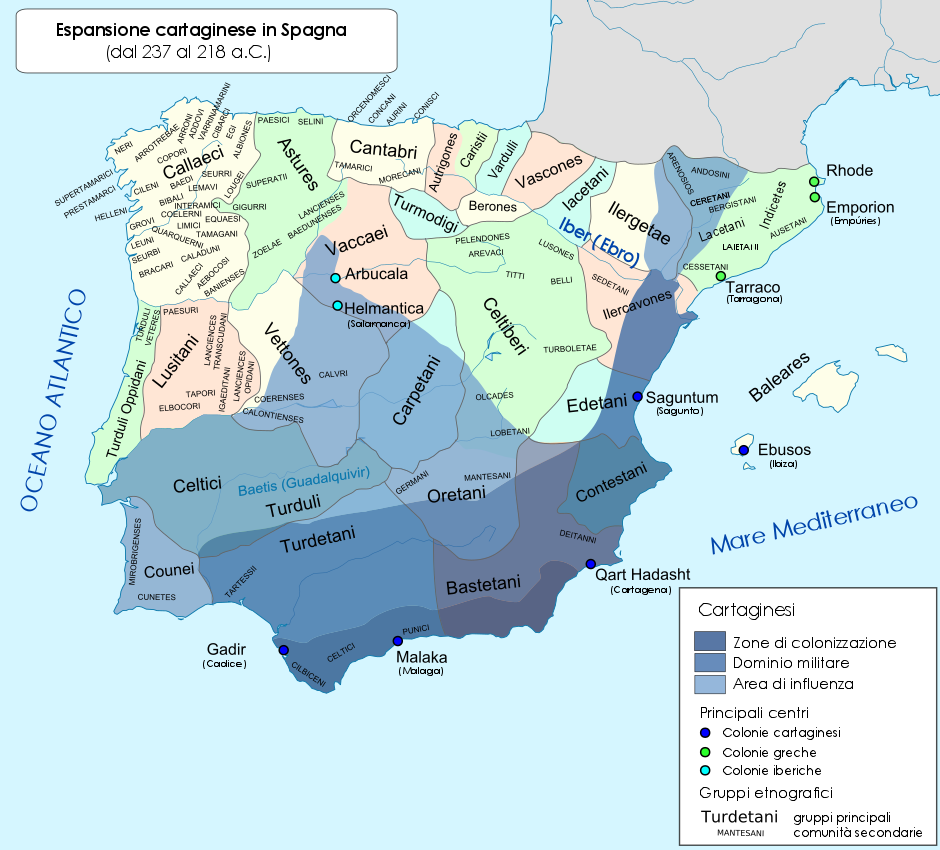
La Spagna al tempo della conquista cartaginese (237-218 a.C.).

Risolto in qualche modo il problema generato dai mercenari, Cartagine cercò una via per riprendere il suo cammino storico. Il governo della città era diviso principalmente fra il partito dell'aristocrazia terriera, capeggiato dalla famiglia degli Annone da una parte, e il ceto imprenditoriale e commerciale che faceva riferimento ad Amilcare Barca e in genere ai Barcidi.
Annone propugnava l'accordo con Roma e l'allargamento del potere cartaginese verso l'interno dell'Africa, in direzione opposta alla città rivale. Amilcare vedeva nella Spagna, dove Cartagine già da secoli manteneva larghi interessi commerciali, il fulcro economico per la ripresa delle finanze puniche.
Politicamente sconfitto Amilcare, che aveva avuto un ruolo di primo piano nella repressione della rivolta dei mercenari, non ottenendo dal Senato cartaginese le navi per andare in Spagna, prese il comando dei reparti mercenari rimasti e con una marcia incredibile attraversò tutto il Nordafrica, percorrendo la costa fino allo stretto di Gibilterra. Amilcare, che era accompagnato dai figli Annibale e Asdrubale, attraversò lo stretto e, seguendo la costa spagnola, si diresse verso oriente alla ricerca di nuove ricchezze per la sua città.

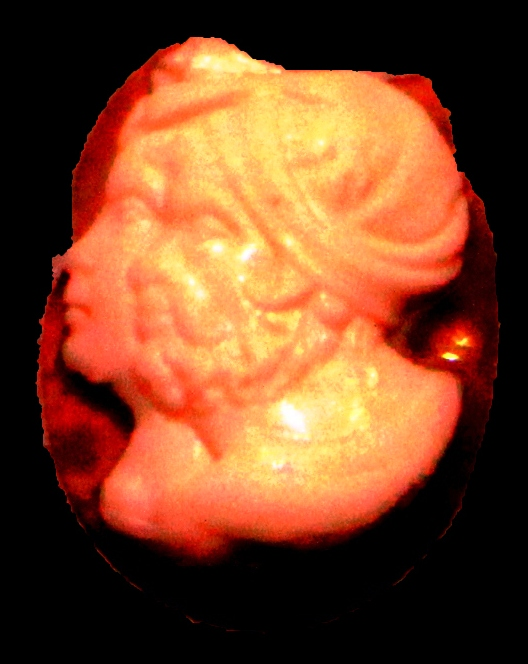
Amilcare Barca e il figlio Annibale. Cammeo in agata calcedonio di età romana. Conservato al Museo archeologico nazionale di Napoli.

La nuova provincia cartaginese sarebbe stata un bacino notevole da cui attingere truppe necessarie per permettere in futuro ai Cartaginesi di tornare a confrontarsi militarmente con la Repubblica romana. Tra queste truppe, provenienti da numerose tribù della regione, si distinguevano in particolare gli Ilergeti (dalla Spagna nordorientale) e i leggendari frombolieri delle Baleari.
La spedizione cartaginese assunse l'aspetto di una conquista, a partire dalla città di Gades (oggi Cadice), sebbene fosse stata inizialmente condotta senza l'autorità del senato cartaginese. Dal 237 a.C., anno della partenza dall'Africa, al 229 a.C., anno della sua morte in combattimento, Amilcare riuscì a rendere la spedizione autosufficiente dal punto di vista economico e militare e perfino a inviare a Cartagine grandi quantità di merci e metalli requisiti alle tribù ispaniche come tributo. Morto Amilcare il genero ne prese il posto per otto anni e iniziò una politica di consolidamento delle conquiste. Con patti e trattati si accordò con i vari popoli locali e fondò una nuova città. La chiamò Karth Hadasht, cioè Città Nuova, cioè Carthago Nova, oggi Cartagena.
Impegnati con i Galli, i Romani preferirono accordarsi con Asdrubale e nel 226 a.C., spinti anche dall'alleata Massilia che vedeva avvicinarsi il pericolo, stipularono un trattato che poneva l'Ebro come limite all'espansione di Cartagine. Si riconosceva così, in modo implicito, anche il nuovo territorio soggetto al controllo cartaginese. D'altra parte un esercito di circa 50 000 fanti, 6 000 cavalieri per lo più numidi e oltre 200 elefanti da guerra costituiva una notevole potenza militare ma soprattutto un problema economico per il suo mantenimento che dava sicuramente da pensare ai possibili bersagli. La svolta si ebbe nel 221 a.C.: Asdrubale, pare a causa di una donna (o forse, come sostiene Tito Livio, fu uno schiavo a vendicare la morte del suo padrone), fu ucciso da un mercenario gallo e l'esercito cartaginese scelse all'unanimità Annibale,, il figlio maggiore di Amilcare che aveva solo 26 anni, come suo terzo comandante in Spagna. Cartagine, una volta radunato il popolo, decise di ratificare la designazione dell'esercito
In questo modo quindi il giovane Annibale assunse il comando supremo in Spagna; egli si era già distinto nell'esercito per resistenza fisica, coraggio e abilità alla testa della cavalleria, accattivandosi rapidamente la simpatia delle truppe; ben presto avrebbe dimostrato di essere uno dei più grandi generali della storia; secondo lo storico tedesco Theodor Mommsen "nessuno come lui seppe accoppiare il senno con l'entusiasmo, la prudenza con la forza".

### Casus belli

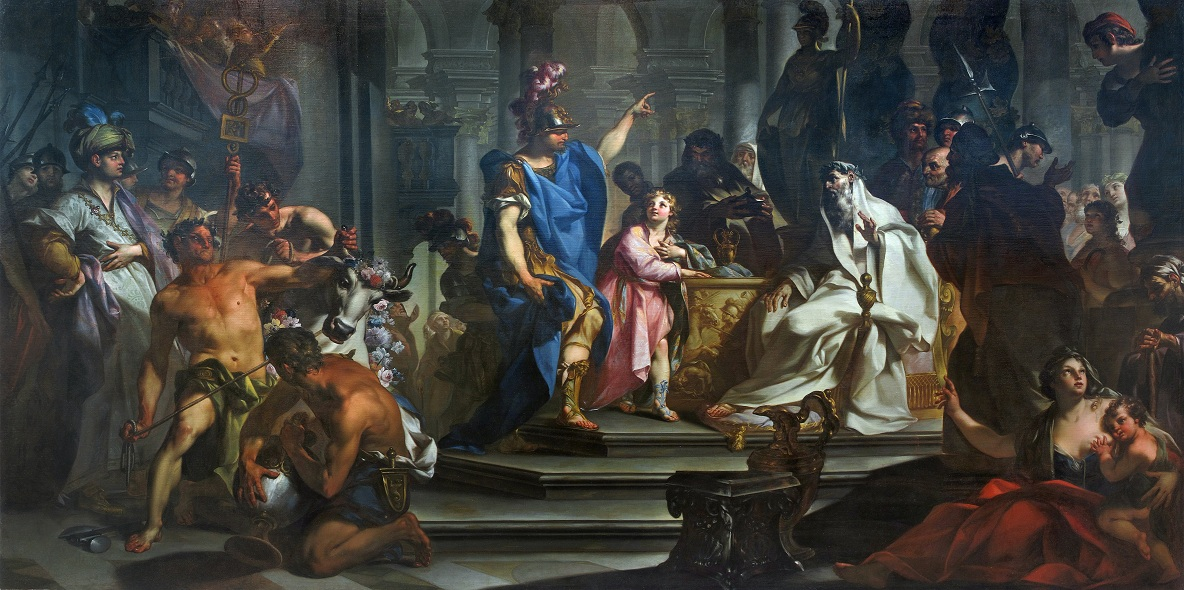
Claudio Francesco Beaumont, Annibale giura odio ai Romani (olio su tela, 330 × 630 cm del XVIII secolo)

La Seconda guerra punica tra Cartagine e Roma venne provocata dalla disputa tra le due potenze su chi dovesse controllare Sagunto, una città costiera ellenizzata e alleata dei Romani. Dopo una grande tensione nel governo cittadino culminante nell'assassinio dei sostenitori di Cartagine, Annibale cinse d'assedio la città di Sagunto nel 218 a.C. La città chiese aiuto ai Romani, ma i Romani non si mossero per aiutarli. In seguito a un prolungato assedio e a una battaglia sanguinosa, in cui Annibale stesso venne ferito, i Cartaginesi si impossessarono della città. Molti dei Saguntini scelsero di suicidarsi pur di evitare la sottomissione e la schiavitù che li attendeva nelle mani dei Cartaginesi.
La guerra fu inevitabile, solo che come scrive Polibio, la guerra non si svolse in Iberia [come auspicavano i Romani] ma proprio alle porte di Roma e lungo tutta l'Italia. Era la fine del 219 a.C. e iniziava la seconda guerra punica.

## Conquista romana

### Inizia l'invasione romana dell'Iberia (218 - 205 a.C.)
Come prima mossa all'avanzata di Annibale, uno dei due consoli, Publio Cornelio ebbe il compito di contrastare l'avanzata di Annibale andandogli incontro in Spagna. Non essendo però riuscito ad intercettarlo prima che il "Cartaginese" passasse le Alpi, Publio fu costretto a tornare in Italia e ad inviare il fratello Gneo nella penisola iberica, al suo posto.
Gneo partì dalla foce del Rodano e passati i Pirenei, approdò ad Emporion (Empúries), antica colonia focese. Tra le città conquistate vi era Tarragona, dove Gneo stabilì la sua residenza.
218 a.C.

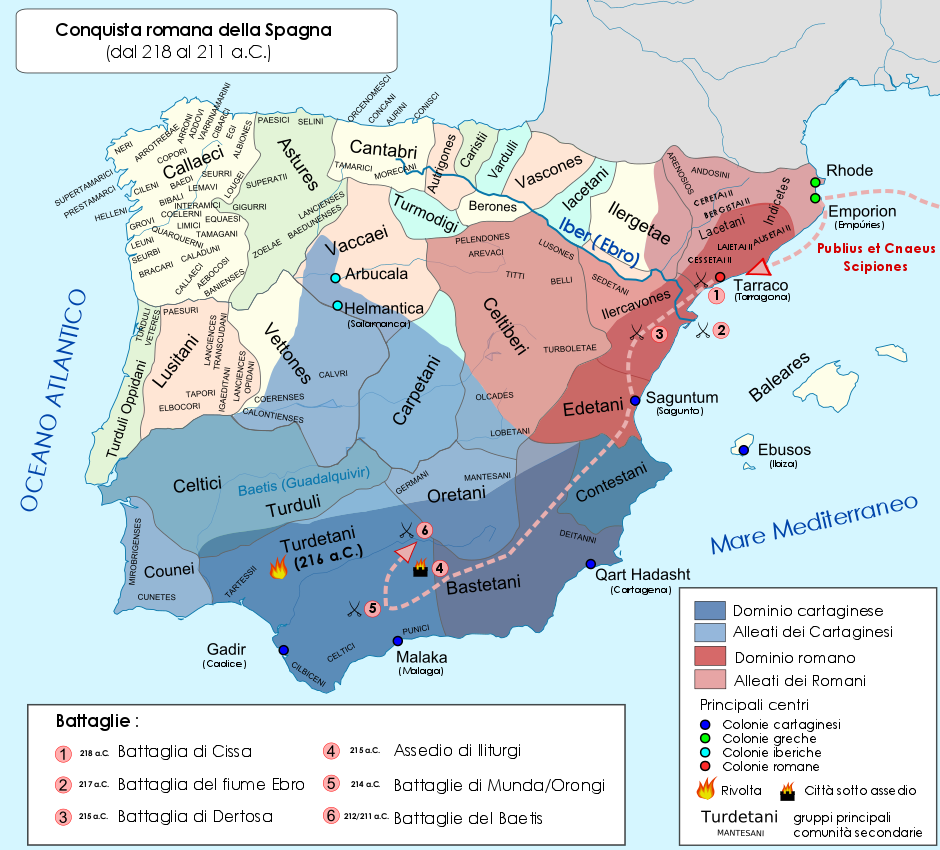
L'avanzata dei Romani in Spagna (dal 218 al 211 a.C.)

I territori iberici rappresentavano per i Cartaginesi la base economica e militare della guerra annibalica. Era dalla Spagna che proveniva buona parte delle truppe mercenarie ed alleate, oltre ad argento e rame, indispensabili supporti finanziari per far fronte ai crescenti costi bellici. La prima importante battaglia tra Cartaginesi e Romani ebbe luogo a Cissa nel 218 a.C., probabilmente presso Tarragona, sebbene alcuni abbiano tentato di identificarla con Guissona nella provincia odierna di Lleida. I Cartaginesi, comandati da Annone vennero sconfitti dalle truppe romane comandate da Gneo Cornelio Scipione Calvo. Il capo degli Ilergeti Indibile, che combatté insieme ai Cartaginesi, venne catturato. Ma quando la vittoria di Gneo sembrava certa, Asdrubale Barca arrivò con rinforzi e disperse i Romani senza tuttavia sconfiggerli. Le truppe cartaginesi ritornarono nella loro capitale di Cartagena (Carthago Nova) e i Romani nella loro base primaria a Tarragona (Tarraco).
217 a.C.
Nel 217 a.C., la flotta di Gneo sconfisse quella di Asdrubale Barca alla foce dell'Ebro. Poco dopo, arrivarono rinforzi dall'Italia sotto il comando di Publio Scipione e i Romani riuscirono ad avanzare fino a Sagunto e ad occuparla, grazie all'aiuto del nobile Abelox. Dopo i successi del 217 a.C. gli Scipioni ritornarono a nord dell'Ebro per riorganizzare le loro forze e consolidare le posizioni raggiunte. A Gneo e a Publio Scipione viene attribuita la fortificazione di Tarraco e la costruzione di un porto militare. Le mura della città vennero probabilmente costruite imponenti, sui resti di un'antica muraglia; i segni dei manovali iberici sono ancora visibili, dato che vennero costruite a mano.
216 a.C.
Asdrubale dopo aver ricevuto rinforzi, dovette impegnarsi nel 216 a.C. a sedare una estesa rivolta della popolazione iberica dei Turdetani. Dopo aver avuto la notizia della vittoria di Canne, Asdrubale aveva ricevuto l'ordine di portare l'esercito in Italia appena gli fosse stato possibile. Quando questa notizia si diffuse tra le popolazioni della penisola iberica, quasi tutte le popolazioni si volsero in favore dei Romani. Venuto a conoscenza della situazione e resosi conto che, nel caso avesse abbandonato la Spagna, i Cartaginesi avrebbero rischiato di perdere tutti i loro possedimenti nella penisola iberica, inviò dei messi in Africa affinché inviassero un suo successore prima della partenza.
215 a.C.
Venne così inviato in Spagna Imilcone, con truppe regolari e una flotta più numerosa, per difendere la provincia cartaginese. Giunto presso Asdrubale, quest'ultimo, dopo aver imposto alle popolazioni sottomesse di pagare un tributo per permettergli di comprare il diritto di passaggio nel territorio dei Galli (come aveva fatto un paio d'anni prima il fratello, Annibale), partì, discendendo il fiume Ebro. Quando i due fratelli Scipioni, che erano impegnati nell'assedio di Ibera, seppero di questi avvenimenti, lasciarono da parte ogni altra impresa e concentrarono le loro truppe per sbarrare la strada a Asdrubale. La battaglia di Dertosa (presso Amposta o Sant Carles de la Ràpita) si concluse con una netta vittoria dei Romani e Asdrubale dovette ripiegare rinunciando a marciare in aiuto di Annibale in Italia. Questa sconfitta cartaginese influì anche sulla campagna annibalica in Italia, rendendo impossibile l'ulteriore invio di rinforzi nella penisola. La grave sconfitta di Asdrubale fece temere un crollo delle posizioni puniche in Spagna. Magone venne pertanto inviato nella penisola iberica per aiutare il fratello Asdrubale e fermare l'avanzata di Gneo e Publio Scipione.
Frattanto giunsero nuovi approvvigionamenti in Spagna da Roma e la città di Iliturgi (nei pressi della moderna Mengíbar), che era passata dalla parte dei Romani, venne attaccata da Asdrubale, Magone e Annibale (figlio di Bomilcare). I due Scipioni però intervennero, riuscendo a ottenere una determinante vittoria per la fine di quell'anno, tanto che Livio riferisce: «allora quasi tutte le popolazioni della Spagna passarono dalla parte dei Romani».
214 a.C.
E mentre continuava la logorante guerra in Italia, la campagna in Spagna aveva assunto un ruolo sempre più importante. La Hispania Ulterior si sarebbe ribellata ai Romani se Gneo e suo fratello Publio Cornelio Scipione non avessero oltrepassato l'Ebro, per incoraggiare gli animi incerti. In questo stesso periodo Castulo, che aveva dato i natali alla moglie di Annibale, passò dalla parte dei Romani. Intanto i Cartaginesi si apprestarono ad assediare Iliturgi, dove si trovava un presidio romano dall'anno precedente. Si racconta che Gneo Scipione, partito in soccorso dei suoi con una legione, passò in mezzo a due accampamenti nemici, facendone grande strage e riuscendo a penetrare all'interno di Iliturgi. Così i Cartaginesi si ritirarono da Iliturgi e si recarono a Bigerra (forse l'odierna Bogarra), nel territorio degli Oretani, anch'essa alleata dei Romani. E anche questa volta l'intervento di Gneo Scipione pose fine all'assedio senza dover combattere.
I Cartaginesi, dopo questo ennesimo scontro, preferirono trasferire i propri accampamenti nei pressi di Munda (l'odierna Montilla) e i Romani li seguirono. Anche in questa occasione scoppiò una nuova battaglia che durò per quattro ore circa. L'esito finale rimase incerto poiché Gneo rimase ferito al femore e i Romani preferirono ritirarsi. Seguì una nuova battaglia che vide Scipione uscire vittorioso.
E poiché la situazione in Spagna sembrava ormai favorevole ai Romani, negli stessi si manifestò un senso di vergogna per non essere stati in grado di liberare Sagunto, ormai in potere dei Cartaginesi da quasi otto (sei?) anni. Fu così che i Romani si diressero verso questa città e la liberarono dal presidio cartaginese, restituendole l'antica libertà. In seguito i Romani sottomisero i Turdetani, che avevano provocato la guerra tra i Saguntini e i Cartaginesi, e li vendettero come schiavi distruggendo la loro città.
213 a.C.
I due Scipioni, Publio e Gneo, ora che la situazione volgeva a loro favore in Spagna, dopo che erano stati recuperati molti tra vecchi e nuovi alleati, estesero la loro speranza anche all'Africa. Il re della Numidia era Siface, che da amico si era trasformato in nemico dei Cartaginesi. Gli Scipioni gli inviarono tre centurioni come ambasciatori con l'incarico di stringere un'alleanza, invitandolo a continuare la sua guerra contro Cartagine e promettendogli importanti compensi. Le proposte romane furono accolte con benevolenza dal re.
Come segno di amicizia verso i Romani, inviò loro alcuni ambasciatori, per siglare un patto di alleanza con i due Scipioni. L'arrivo degli ambasciatori numidi in Spagna fece sì che si moltiplicassero le defezioni. Quando i Cartaginesi vennero a sapere dell'alleanza tra Siface e i Romani, inviarono subito a Gala, che regnava sull'altra parte della Numidia tra i Massili (nell'attuale regione di Costantina), dei loro ambasciatori per stabilirvi una nuova alleanza.
Gala aveva un figlio di diciassette anni, Massinissa, di una tale indole che già allora appariva come colui che avrebbe ampliato i domini del regno del padre. Fu facile persuadere Gala a inviare un esercito, poiché il figlio Massinissa insisteva nel chiedere quella guerra. Siface riuscì a radunare un grosso esercito e passò con esso in Spagna. Contemporaneamente Massinissa, giunse anch'egli nella penisola iberica, pronto a contrastare Siface senza l'aiuto dei Cartaginesi.
Intanto i due Scipioni riuscirono a convincere la gioventù dei Celtiberi a stare dalla loro parte, alle stesse condizioni pattuite con i Cartaginesi. Secondo poi quanto racconta Livio, questo fu l'anno in cui, per la prima volta, soldati mercenari soggiornarono negli accampamenti romani.
212/211 a.C.

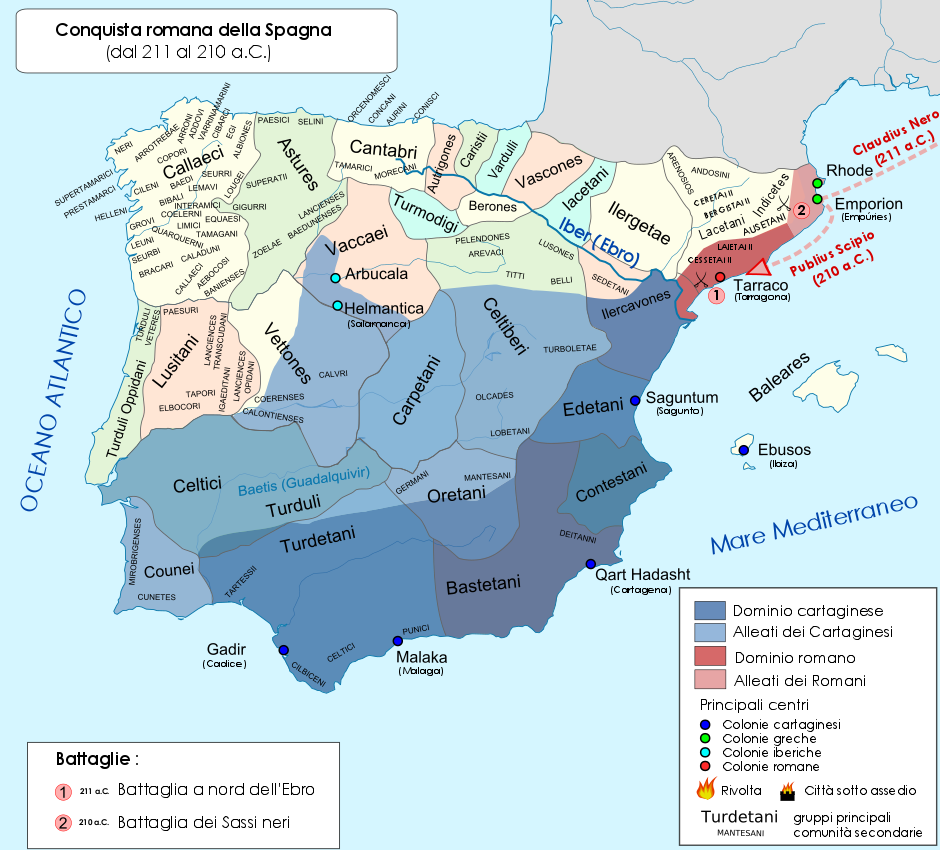
I Romani si difendono in Spagna (dal 211 al 210 a.C.), dopo la sconfitta e morte dei due Scipioni.

I comandanti romani decisero di intraprendere una campagna decisiva nel tentativo di porre fine alla guerra in Spagna. Per questo gli Scipioni ritenevano di essere dotati di forze sufficienti, avendo arruolato nel corso dell'inverno oltre ventimila celtiberi, da aggiungere alle forze romano-italiche. Fu così che riunirono i loro eserciti dopo essere usciti dai quartieri d'inverno (hiberna). I Cartaginesi avevano disposto le loro truppe in tre armate principali: le forze comandate da Asdrubale Barca, quelle guidate da Magone e quelle dell'altro Asdrubale, figlio di Giscone, che si trovavano a circa cinque giorni di marcia dai Romani. Asdrubale Barca era più vicino, accampato presso la città di Amtorgi. Gli Scipioni ritenevano di avere forze superiori a quelle di Asdrubale, per questo motivo erano decisi ad attaccarlo per primo. Fu così deciso di dividere l'esercito romano in due armate. La prima, composta da due terzi dell'esercito, era guidata da Publio Cornelio e doveva attaccare Magone e Asdrubale Giscone; le forze romane rimanenti, rinforzate dai Celtiberi, dovevano muovere contro Asdrubale Barca. Tutto l'esercito si diresse prima verso il campo di Amtorgi poi, mentre Gneo vi si fermava, Publio continuò la marcia per raggiungere Magone e Asdrubale Giscone.
Quando Asdrubale si accorse che l'esercito romano di Gneo Scipione era di scarsa consistenza rispetto ai propri alleati celtiberi, riuscì a convincere questi ultimi a ritirarsi dal campo romano, facendo ritorno alle loro abitazioni. I Romani si trovarono così sotto assedio. Publio Scipione allora, incitando i suoi ed esponendosi dove più aspra era la mischia, venne colpito e cadde esanime da cavallo. Morto il comandante romano, i Romani si diedero alla fuga generale e nessuno sarebbe sopravvissuto se non fosse giunta notte.
I Cartaginesi non persero tempo, cercando di trarre il massimo profitto da quella fortunata circostanza, nella certezza di poter concludere la guerra. Gneo, pieno di ansia anche per la sorte del fratello, decise che la miglior soluzione fosse quella di ritirarsi, ma quando i Cartaginesi si accorsero che i Romani erano partiti, mandarono avanti i Numidi di Massinissa ad attaccare la colonna romana. Alla fine Scipione dovette fermare la marcia e si attestò su una collinetta brulla e spoglia (non lontano dall'antica città di Ilorci o Ilorca, l'attuale Lorca). L'attacco contemporaneo dei tre eserciti cartaginesi che ne seguì, vide Gneo rimanere ucciso nello scontro. E quando parevano perduti gli eserciti e perduta la Spagna, un uomo solo risollevò la disperata situazione. Si trattava di Lucio Marcio Settimo che, una volta eletto generale dalle truppe, grazie all'esperienza raccolta sotto Gneo Scipione, riuscì a raccogliere le disperse forze romane, a ricongiungersi al presidio di Tiberio Fonteio e a guidare i Romani oltre l'Ebro, dove fortificarono gli accampamenti e vi trasportarono i rifornimenti.
Sembra che le cose in Spagna si calmarono per qualche tempo, poiché entrambe le parti esitavano a compiere una prima mossa, dopo tante disfatte subite e prodotte alla parte avversa.
211 a.C.
Morti il padre e lo zio del futuro "Africano", il possesso della Spagna sarebbe verosimilmente andato perduto senza l'iniziativa di Lucio Marcio, che riuscì a riorganizzare i reparti sopravvissuti alla disfatta e fermare l'avanzata cartaginese, ottenendo un'insperata vittoria nelle battaglie del Baetis superiore. Una nuova spedizione romana venne inviata in Spagna sotto il comando di Gaio Claudio Nerone, dopo la resa di Capua. Nerone ricevette in consegna l'esercito da Tiberio Fonteio e Lucio Marcio Settimo.
210 a.C.

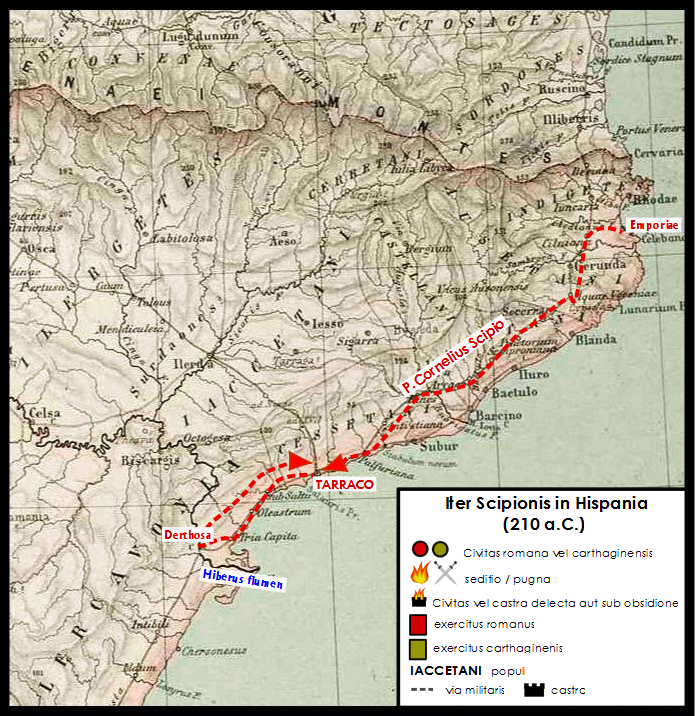
Marcia di Scipione in Spagna nel 210 a.C.

Quest'anno Nerone, partito all'inizio della nuova stagione militare per il fiume Ebro, sapeva che Asdrubale aveva posto il proprio campo ai "Sassi Neri", nel territorio degli Ausetani, tra le città di Iliturgi e Mentissa. Il comandante romano, giunto in prossimità dell'esercito nemico, fu ingannato dal cartaginese che riuscì a sottrarsi allo scontro. Tuttavia, fra la retroguardia dei Cartaginesi e l'avanguardia dei Romani si accesero alcuni brevi scontri che però non ebbero esiti determinanti ai fini della guerra. Nerone aveva fallito.
Intanto le popolazioni della Spagna avevano deciso di non tornare dalla parte dei Romani, né quelle che dopo la sconfitta degli Scipioni si erano allontanate, né altre nuove. A Roma il senato e il popolo, deliberarono di accrescere le forze militari e di mandare in Spagna un nuovo comandante. Si era, tuttavia, perplessi su chi mandare. Una cosa era certa: il nuovo generale destinato a succedere a due valorosissimi comandanti come gli Scipioni, doveva essere scelto con grandissima cura. La politica puramente difensiva in Spagna non avrebbe giovato alla guerra che si combatteva in Italia. Si ritenne, pertanto, necessario un ritorno alla strategia offensiva degli Scipioni. Era quindi necessario trovare la persona capace di condurla, e «chi era più adatto a vendicare gli Scipioni del figlio di Publio, il futuro vincitore di Annibale?»
Alla fine la spuntò Publio Scipione (il giovane, il futuro Africano), che giunse in Hispania verso la fine dell'anno 210 a.C., come cittadino privatus anche se investito dell'imperium proconsolare, accompagnato dal propretore Marco Giunio Silano e dal suo fidato compagno d'arme, Gaio Lelio. Scipione, dopo aver visitato le città alleate e i quartieri d'inverno dell'esercito (hiberna), lodò il valore dei soldati che, malgrado due gravi sconfitte, avevano mantenuto il possesso della provincia, respingendo il nemico cartaginese a sud del fiume Ebro e proteggendo le popolazioni alleate. Dopo aver ispezionato e organizzato i territori a nord del fiume, si ritirò a Tarragona per elaborare il piano d'attacco dell'anno successivo.
Frattanto i Cartaginesi avevano diviso le loro forze in tre parti ed avevano posizionato i propri accampamenti invernali come segue: l'esercito di Asdrubale Barca era accampato nei pressi di Sagunto, non molto distante dal fiume Ebro; l'esercito di Asdrubale, figlio di Giscone, si trovava sul mare, a Gades, l'odierna Cadice; e l'esercito di Magone, nell'entroterra nei pressi di Castulo in Oretania (lungo la strada che attualmente conduce da Linares a Torreblascopedro).
209 a.C.

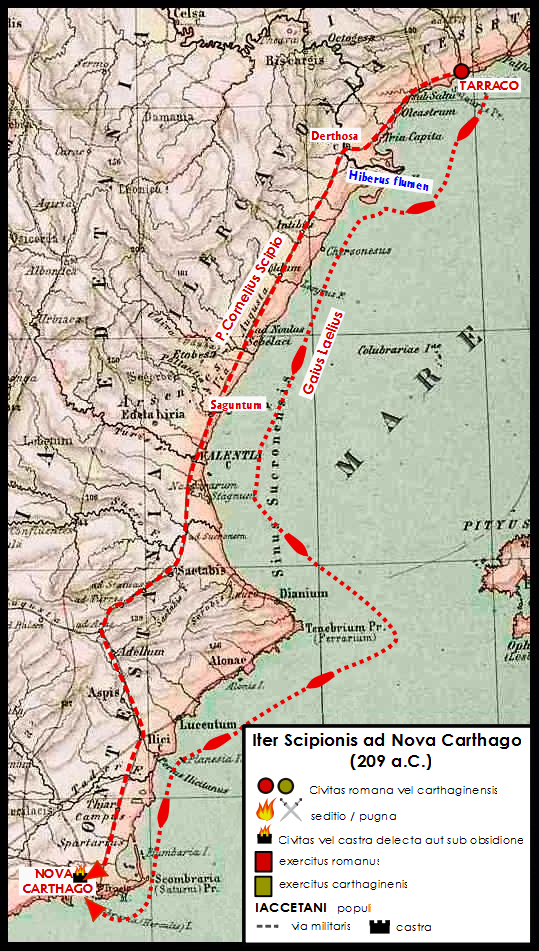
Marcia di Scipione (il futuro africano) da Tarraco a Nova Carthago in Spagna nel 209 a.C.

Dopo aver trascorso l'intero inverno del 210/209 a.C. a preparare la sua prima azione in Iberia, studiando mappe e percorsi da seguire, con il proposito di colpire il cuore delle forze nemiche in una delle più audaci azioni della storia militare romana, il comandante romano partì alla volta di Nova Carthago, all'insaputa dell'intero esercito ad esclusione del solo e fidato Gaio Lelio. Questa importante fortezza racchiudeva la maggior parte delle risorse monetarie cartaginesi (vista la sua vicinanza ad alcune miniere di argento), oltre a materiale bellico in abbondanza e numerosi ostaggi di molte delle popolazioni della Spagna. Il suo porto era, inoltre, uno dei migliori del Mediterraneo occidentale, permettendo così a Scipione di avere un'ottima base di partenza per la conquista del sud.
Nova Carthago era difesa soltanto da una piccola guarnigione, poiché i cartaginesi, dominatori della penisola iberica che si affaccia sul Mediterraneo, ritenevano che la città fosse inespugnabile per la conformazione fisica del luogo e le massicce mura difensive. Scipione, consapevole non solo della sua importanza economica, ma anche delle implicazioni psicologiche che la sua presa avrebbe generato, l'assaltò e riuscì a conquistarla in brevissimo tempo. I comandanti cartaginesi, inizialmente cercarono di nascondere le voci della presa di Nova Carthago, ma poi, poiché il fatto era troppo evidente, cercarono di sminuirne la portata, sostenendo che:
(Livio, XXVI, 51.12-14.)
208 a.C.
Con la primavera del 208 a.C., il comandante romano avanzò verso sud e si scontrò con l'esercito di Asdrubale Barca (inizialmente acquartierato presso Castulo in Oretania), presso Santo Tomé nel villaggio di Baecula, dove ebbe luogo una battaglia campale. Qui Scipione ottenne una nuova vittoria, ma strategicamente l'azione del generale romana fu un parziale fallimento e venne aspramente criticata in senato, soprattutto dalla fazione di Fabio Massimo. In effetti nonostante le vittorie, Scipione non riuscì ad impedire che Asdrubale Barca organizzasse un nuovo grande corpo di spedizione con il quale sfuggì al controllo dei Romani e intraprese, verso la fine del 208 a.C., una seconda invasione dell'Italia attraverso i Pirenei e le Alpi per accorrere in aiuto di Annibale.
207 a.C.
Dopo la partenza di Asdrubale Barca per l'Italia, vennero inviati in Spagna dei rinforzi sotto il comando di Annone, il quale insieme a Magone Barca iniziò a reclutare nuove truppe mercenarie in Celtiberia. A metterli in difficoltà fu Marco Silano, il quale riuscì a catturare Annone, mentre Magone riuscì a metterlo in fuga per unirsi ad Asdrubale Giscone a Cadice. Era giunto il momento per Scipione di spingersi a sud, nella speranza di portare a termine la conquista della Spagna cartaginese, ma Asdrubale si rifiutava di combattere. Egli aveva adottato una strategia di logoramento simile a quella di Fabio Massimo, dislocando il suo esercito in numerose città. Il comandante romano però non cadde nel tranello, sprecando tempo prezioso in una guerra di assedi, anche se il fratello Lucio riuscì a conquistare la ricca e importante città di Orongis.
206 a.C.

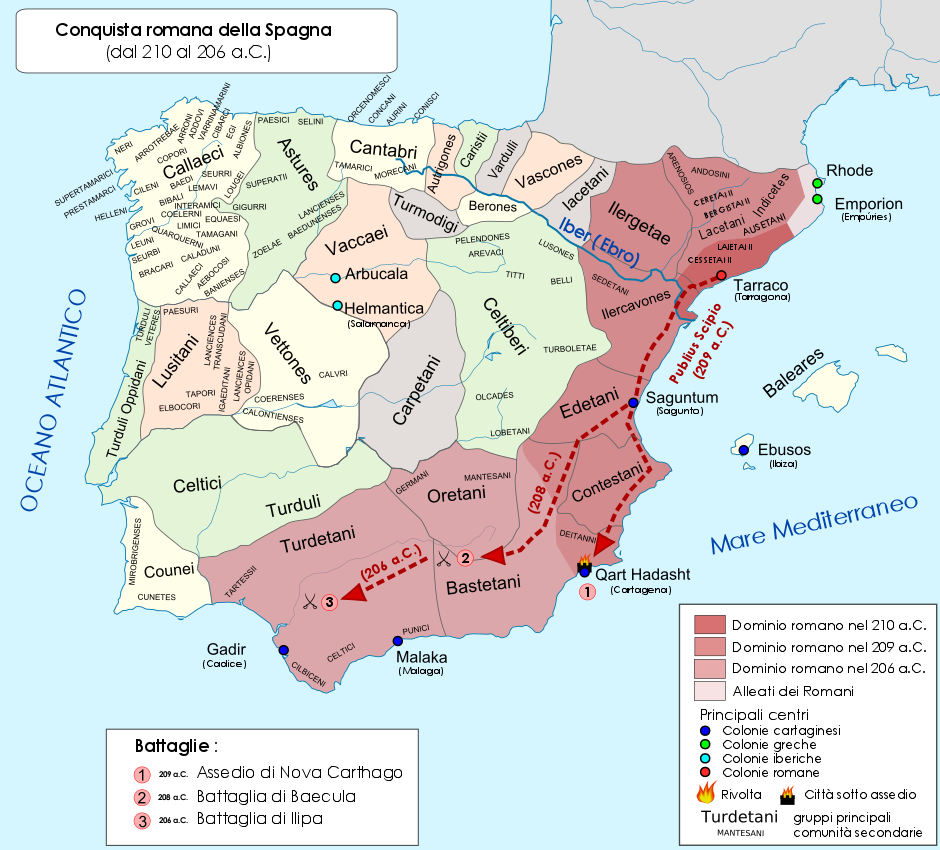
Scipione Africano caccia i Cartaginesi dalla Spagna (dal 210 al 206 a.C.).

Asdrubale di Giscone e Magone Barca ricevettero nuovi rinforzi dall'Africa, oltre a formare un nuovo esercito di nativi. All'inizio del 206 a.C., Publio si scontrò con le forze cartaginesi congiunte presso Ilipa (la moderna Alcalá del Río, nella provincia di Siviglia), ottenendo una vittoria determinante per la conquista della Spagna cartaginese. Asdrubale e Magone fuggirono, mentre le loro truppe furono massacrate. Lo Scullard aggiunge che non fu meno brillante la tattica utilizzata da Scipione rispetto a Baecula. Egli infatti corresse uno dei punti deboli della precedente battaglia, riuscendo a contenere il grosso dell'esercito nemico mentre le ali compivano una perfetta manovra di avvolgimento dell'intera armata cartaginese. Intanto la flotta romana si spingeva sotto il comando di Gaio Lelio fino a Carteias (Algeciras).
In seguito i Romani occuparono anche Carmo (Carmona), procurando a Roma il dominio dell'intera Andalusia. Magone e Asdrubale Giscone si rifugiarono a Gades, mentre Publio Scipione otteneva il controllo di tutto il sud della penisola iberica. Ormai certo del fatto che presto avrebbe ottenuto il comando in Africa, raggiunse Gaio Lelio a Siga da Siface. Il re numida sembrava incerto da che parte stare tra Roma e Cartagine. Al suo ritorno, punì in modo esemplare alcune città iberiche, tra cui Castax, Astapa (Estepa) e  Ilurgia (Ilorci), quest'ultima espugnata in seguito ad un attacco convergente. Poi cadde malato, tanto che la notizia provocò un ammutinamento, quasi subito domato, fra le truppe che si trovavano sul Sucrone, tra Nova Carthago e l'Ebro. Ristabilitosi, guidò la sua armata contro due principi spagnoli che si erano ribellati, conducendoli ad una brillante vittoria sull'alto Ebro e costringendoli ad rinnovare l'alleanza con Roma. A completamento poi delle sue imprese in Spagna vi fu anche l'incontro con l'altro principe numida, Massinissa, la fondazione di una colonia a Italica per i suoi veterani (oggi Santiponce, nei pressi di Siviglia) e la resa dell'ultimo baluardo cartaginese in Spagna, la città di Gades, che chiese la pace e Roma le concesse un'alleanza con condizioni particolarmente favorevoli.
Magone, dopo un inutile tentativo di riprendere Nova Carthago, si rifugiò nelle isole Baleari, dove la capitale di Minorca, Mahón, porta ancora il suo nome. Scipione era così riuscito a cacciare definitivamente i Cartaginesi dalla penisola iberica ed a chiudere il fronte occidentale, mantenendovi solo le necessarie forze di presidio. Scipione poteva ora tornare a Roma vittorioso e pronto a nuove avventure militari. Lasciò, pertanto, la Spagna nel 206 e «questo anno rappresenta la nascita della provincia romana di Hispania».
205 a.C.
Nel 205 a.C. Roma sottoscrisse la pace di Fenice, chiudendo anche il fronte orientale. Sulla scia del successo in Spagna Scipione venne eletto console e gli fu affidata la Sicilia. Poi Publio Scipione si ammalò, e l'esercito approfittò di ciò per chiedere paghe più alte. Di ciò ne approfittarono a loro volta gli Ilergeti e altre tribù iberiche che si ribellarono sotto il comando dei capi tribù Indibile e Mandonio (degli Ausetani). Questa ribellione era essenzialmente contro i proconsoli Lucio Lentulo e Lucio Manlio. Publio Scipione placò gli ammutinati e represse con la forza la rivolta iberica. Mandonio venne catturato e giustiziato (205 a.C.); Indibile riuscì a fuggire. Magone e Asdrubale Giscone abbandonarono Gades con tutte le loro navi e le loro truppe per accorrere in aiuto di Annibale in Italia, e in seguito alla partenza di queste truppe, Roma conquistò l'intero sud dell'Hispania e la costa dai Pirenei fino all'Algarve. Il suo potere raggiungeva Huesca  essendo limitato dall'Ebro a sud e dal mare ad est.

### Continua la conquista (197 - 178 a.C.)

La penisola iberica nel 196 a.C..

Dal 197 a.C. in poi, la parte romana della penisola Iberica venne divisa in due province: Hispania Citerior a nord (la futura Hispania Tarraconensis con capitale Tarraco) e Hispania Ulterior a sud con capitale Corduba. Le due province erano governate da due biannuali proconsoli.
Sempre nel 197 a.C., nella provincia Citerior vi fu una ribellione da parte delle comunità iberiche e ilergete. Il proconsole Quinto Minucio ebbe grosse difficoltà a controllare queste ribellioni. La provincia Ulterior ottenne momentaneamente la libertà quando il suo governatore morì durante una ribellione della popolazione locale turdetana. Nel 195 a.C., Roma venne costretta a inviare in Spagna il console Marco Catone. Arrivò in Spagna trovando la provincia Citerior quasi completamente occupata dai ribelli con le truppe romane che controllavano ancora solo alcune città fortificate. Catone sedò la rivolta nell'estate dello stesso anno e ristabilì il controllo romano sulla provincia, ma fallì nel conquistarsi le simpatie dei nativi o dei Celtiberi, che erano mercenari pagati dai turdetani. Dopo aver dato una prova di forza facendo attraversare alle legioni romane il territorio celtiberico, Catone li convinse a ritornare nelle loro case.
Tuttavia, la sottomissione dei nativi si provò superficiale perché quando si diffuse la voce che presto Catone sarebbe tornato in Italia, scoppiò un'altra rivolta. Catone ancora una volta riuscì a sedare la rivolta, vendendo gli istigatori della rivolta come schiavi. La popolazione nativa venne totalmente disarmata. Catone ritornò a Roma venendo festeggiato dal Senato romano con una fanfara. Portò con sé un enorme bottino di guerra di oltre 11 000 chili di argento, 600 kg di oro, 123 000 denarii, e 540 000 monete d'argento, tutte sottratte alle popolazioni Hispaniche nel corso dei combattimenti. In tal modo, mantenne la sua promessa a Roma prima dell'inizio delle ostilità: "la guerra si pagherà da sola".
Un successivo proconsole d'Hispania, Marco Fulvio Nobiliore, sedò altre ribellioni.
Il successivo passo da compiere dei Romani era la conquista della Lusitania che alla fine avvenne grazie a due decisive vittorie: una nel 189 a.C. ottenuta dal proconsole Lucio Emilio Paolo, e un'altra ottenuta dal pretore o proconsole Gaio Calpurnio nel 185 a.C.
La regione centrale della penisola, la Celtiberia, venne ufficialmente conquistata nel 181 a.C. da Quinto Fulvio Flacco. Vinse i locali Celtiberi e rivendicò il controllo di alcuni territori. Ma gran parte del merito della conquista andò a Tiberio Sempronio Gracco che dal 179 al 178 a.C. conquistò trenta città e villaggi. Ne conquistò alcune con la forza e altre sfruttando le rivalità tra i Celtiberi e i Vasconi a nord. Le sue alleanze con i Vasconi avrebbero facilitato la conquista romana della Celtiberia. A quel tempo, alcuni villaggi e città basche potevano già essere state assoggettate a Roma, ma in ogni caso un numero significativo di insediamenti indigeni entrò a far parte dell'Impero volontariamente.
Tiberio Sempronio Gracco fondò una nuova città, Gracurris, sulle fondamenta della preesistente città di Ilurcís (probabilmente l'odierna Alfaro in La Rioja o Corella in Navarra). I suoi edifici erano tipicamente romani e sembra aver ospitato gruppi disorganizzati di Celtiberi. La città sarebbe stata fondata nel 179 a.C. circa secondo scritti posteriori. La fondazione di questa città segnò la fine della civiltà Celtibera e il consolidamento dell'influenza Romana nella zona.
Graccuris dovrebbe essere situata nel bel mezzo di una regione che era accesamente contesa tra i Celtiberi e i Vasconi. L'area corrisponde più o meno all'odierna valle del fiume Ebro. Tiberio Sempronio Gracco era probabilmente responsabile della maggioranza dei trattati firmati con i due popoli. I trattati generalmente stabilivano che le città vinte dovevano pagare un tributo in argento o in altri prodotti della terra. Ogni città doveva fornire un predeterminato numero di uomini all'esercito, e solo poche tra esse ebbero il diritto di battere moneta.
Gli abitanti delle città sottomesse con la forza non furono quasi mai costretti a pagare tributi: quando opponevano resistenza ai Romani e venivano sconfitti, essi venivano venduti come schiavi. Quelli che si arrendevano prima della sconfitta venivano riconosciuti come cittadini delle loro rispettive città ma venne negata loro la cittadinanza romana.
Quando le città si sottomettevano a Roma volontariamente, i loro abitanti diventavano cittadini, e le città mantennero la loro autonomia municipiale e a volte, erano esenti dal pagare tasse.
I proconsoli, ovvero i governatori provinciali, adottarono il costume di arricchirsi a spesa dei loro sudditi. I doni forzati e gli abusi erano la norma. Nei loro viaggi, il proconsole e i suoi funzionari dovevano essere ospitati gratuitamente; occasionalmente, potevano anche confiscare la casa. Il proconsole poteva anche imporre prezzi bassi per la fornitura di grano per sé, per i suoi funzionari e le loro famiglie e talvolta per i suoi soldati.
Il malcontento risultante fu talmente forte che il senato romano, dopo aver ascoltato un'ambasciata di ispanici provinciali, promulgò nel 171 a.C. alcune leggi di controllo: ad esempio, i tributi non poterono più essere riscossi da militari;
i pagamenti in natura (cereali) rimasero consentiti, ma il proconsole non poté esigere più di un quinto del raccolto, né poté più fissare il prezzo del grano arbitrariamente; infine, le contribuzioni a sostegno di feste popolari a Roma dovettero essere limitate, e i contingenti forniti all'armata imperiale dovettero essere approvvigionati da Roma.
Comunque, dal momento che il giudizio sui proconsoli che avessero commesso abusi era amministrato dal Senato attraverso gli stessi proconsoli, i processi furono assai rari.

### Viriato e la ribellione lusitana (155 - 139 a.C.)

La penisola iberica nel 156 a.C..

Lusitania era probabilmente la regione della penisola che resistette più a lungo all'invasione romana. Fino all'anno 155 a.C., il sovrano dei Lusitani, Punico, effettò incursioni nella parte della Lusitania controllata da Roma, che terminarono con la pace ventennale fatta dall'ex pretore Sempronio Gracco. Punico ottenne un'importante vittoria contro i pretori Manilio e Calpurnio, infliggendo loro 6 000 perdite.
Dopo la morte di Punico, il suo successore Caisaros continuò la guerra contro Roma, sconfiggendo di nuovo le truppe Romane nel 153 a.C., sottraendo loro nel corso della battaglia le insegne, che trionfalmente mostrò al resto delle popolazioni iberiche per mostrare loro la vulnerabilità di Roma. All'epoca, i Vetoni e i Celtiberi si erano uniti nella resistenza, rendendo per Roma la situazione precaria in quella regione del Hispania. I Lusitani, Vetoni e Celtiberi effettuarono incursioni sulle coste del Mediterraneo partendo da basi del Nordafrica, dove s'erano acquartierati. Fu in quell'anno che due nuovi consoli arrivarono in Hispania, Quinto Fulvio Nobiliore e Lucio Mummio. L'urgenza di restaurare la dominazione romana sulla Spagna fece su che i due consoli entrarono in battaglia dopo solo due mesi e mezzo. I Lusitani inviati in Africa vennero sconfitti a Okile (moderna Arcila in Marocco) da Mummio, che li costrinse ad accettare un trattato di pace. Nel frattempo, Servio Sulpicio Galba fece un trattato di pace con tre tribù lusitane, e in seguito, fingendo di essergli amico, uccise il giovane e vendette il resto della popolazione in Gallia.
Nobiliore venne sostituito l'anno successivo (152 a.C.) da Marco Claudio Marcello che era già stato proconsole nel 168 a.C. Egli venne a sua volta sostituito nel 151 a.C. da Lucio Lucullo che si distinse per la sua crudeltà e infamia.
Nel 147 a.C. un nuovo leader lusitano, Viriato, si ribellò contro Roma. Costui era sfuggito a Servius Sulpicius Galba tre anni prima, e, essendo riuscito nuovamente ad unificare le tribù lusitane, iniziò una feroce guerriglia che colpì duramente il nemico senza tuttavia mai sfociare in battaglie campali. Diresse numerose campagne, giungendo con le sue truppe fino alle coste di Murcia Le sue numerose vittorie e l'umiliazione che inflisse ai Romani lo resero celebre e passò alla storia spagnola e portoghese come un eroe che combatté senza respiro per la libertà della sua gente. Viriato venne assassinato nel 139 a.C. da Audace, Ditalco e Minuro, probabilmente pagati dal generale romano Marco Popillio Lena. Con la sua morte, l'organizzata resistenza lusitana non scomparve, ma Roma continuò a espandersi nella regione.

### Guerra contro i Celtiberi (135 - 123 a.C.)
Tra il 135 a.C. e il 132 a.C., il console Decimo Giunio Bruto Callaico condusse una spedizione in Galizia (nord del Portogallo e Galizia). Quasi simultaneamente (133 a.C.) la città celtibera Numanzia, l'ultimo bastione dei Celtiberi, venne distrutta. Questo fu il punto culminante della guerra tra i Celtiberi e i Romani tra il 143 a.C. e il 133 a.C.; la città Celtibera venne conquistata da Publio Cornelio Scipione Emiliano non appena se ne presentò l'occasione. I capi celtiberi si suicidarono insieme alle loro famiglie e il resto della popolazione venne ridotta in schiavitù. La città venne rasa al suolo.
Per più di un secolo i Vasconi e i Celtiberi avevano lottato per il possesso della ricca terra della valle del fiume Ebro. I Celtiberi di Calagurris, oggi Calahorra, sopportarono probabilmente il maggior peso nella lotta, appoggiati da tribù alleate; anche i Vasconi avevano un insediamento di una certa importanza sull'altra sponda dell'Ebro, oltre la Calahorra, sostenuto da altri Vasconi. I celtiberi sopportarono certamente il maggior peso del conflitto, distruggendo la città dei Vasconi ed espandendosi oltre l'Ebro. 
Ma i cosiddetti "Celtiberi" erano nemici di Roma, e i Baschi erano alleati di Roma (per motivi strategici). Quando Calagurris venne distrutta dai Romani venne ripopolata con Baschi. Fu così probabilmente la prima città basca sull'altra sponda del fiume, malgrado le precedenti distruzioni, prima da parte dei celtiberi, poi di altri vasconi.
Nel 123 a.C. i Romani occuparono le Isole Baleari, stabilendo lì un insediamento di 3000 ispanici di lingua latina. Il fatto che riuscissero a fare ciò dopo appena un secolo di dominazione dà un'impressione della profonda influenza culturale che Roma esercitava sulla Penisola.

### Rivolta di Sertorio (83 - 72 a.C. )

La penisola iberica nel 100 a.C..

La Spagna partecipò alle lotte politico-militari degli ultimi anni della Repubblica Romana, in particolare allo scontro tra Quinto Sertorio e gli aristocratici capeggiati da Silla nell'83 a.C. Dopo la sconfitta in Italia, Quintus si rifugiò in Hispania, dove stabilì un autonomo governo ad Huesca, continuando a combattere contro la Repubblica. Alla fine, dopo diversi infruttuosi tentativi di assalto, sarà Pompeo a farla finta con Quintus Sertorius, ricorrendo ad intrighi politici più che per forza militare, Di conseguenza, sarà proprio il supporto della Penisola a Pompeo a causare una nuova guerra in Hispania, quando i suoi seguaci si scontreranno con quelli di Giulio Cesare. Tale guerra finirà nel 49 a.C., con la vittoria di quest'ultimo.

### Giulio Cesare e la guerra contro Pompeo

La penisola iberica nel 45 a.C. al tempo della guerra civile tra Cesare e Pompeo.

Giulio Cesare invase l'Hispania nel quadro della sua guerra contro Pompeo per il controllo di Roma. Pompeo era fuggito in Grecia e Cesare puntava ad eliminare le sue basi in occidente per isolarlo dal resto dell'Impero. Le sue forze si scontrarono con quelle degli alleati di Pompeo nella battaglia di Ilerda (Lerida) ottenendo una vittoria che consegnò loro i porti della Penisola. Alla fine, l'esercito di Pompeo venne sconfitto nella Battaglia di Munda nel 45 a.C. Un anno più tardi, Cesare veniva assassinato alle porte del Senato e il suo nipote Ottaviano, poi ribattezzato Augusto, venne nominato console dopo una breve guerra contro Marco Antonio: da lì avrebbe cominciato la sua scalata verso quel potere che gli sarebbe servito a trasformare la traballante Repubblica nell'Impero Romano.

### Guerre cantabriche (29 - 19 a.C.)

La penisola iberica nel 29-19 a.C. al tempo delle guerre cantabriche.

L'intervento romano rientrava in un progetto più ampio da parte di Augusto, il quale era deciso a portare a compimento la sottomissione di quelle "aree interne" all'impero quali la penisola iberica e l'arco alpino. La conquista della Spagna, intrapresa proprio sul finire del III secolo a.C., non era mai stata portata a termine. La parte nord-ovest della penisola continuava ad essere libera dal potere romano. In questa guerra furono infatti impiegate fino a 7-8 legioni ed un considerevole numero di truppe ausiliarie. Il pericolo, inoltre, di continue incursioni nella Meseta centrale, oltre alle ricche miniere d'oro e di ferro di Cantabria ed Asturie furono ulteriori motivazioni per completare la conquista, tanto che lo stesso imperatore Ottaviano Augusto decise di prendervi parte in prima persona negli anni 26-25 a.C.
Le tribù cantabriche opposero una fiera resistenza alla dominazione romana. Lo stesso Imperatore giunse personalmente a Segisama, l'attuale Sasamón nella provincia di Burgos, per sovrintendere personalmente alla campagna. 
(Floro, Epitome di storia romana, II, 33, 46-47.)
Roma adottò una feroce politica di sterminio che sfociò nella completa cancellazione di quella cultura. Con la fine di questa guerra ebbero termine anche i lunghi anni di guerre civili e di conquista nei territori della penisola iberica, che avrebbe da allora in poi conosciuto un lungo periodo di stabilità politica ed economica.